# Epomophorus crypturus
Epomophorus crypturus é uma espécie de morcego da família Pteropodidae. Pode ser encontrada na Angola, República Democrática do Congo, Tanzânia, Zâmbia, Maláui, Moçambique, Essuatíni, Zimbábue, Botsuana e Namíbia.